# Microhyle macularia
Microhyle macularia là một loài bướm đêm thuộc phân họ Arctiinae, họ Erebidae.